# Complexo específico

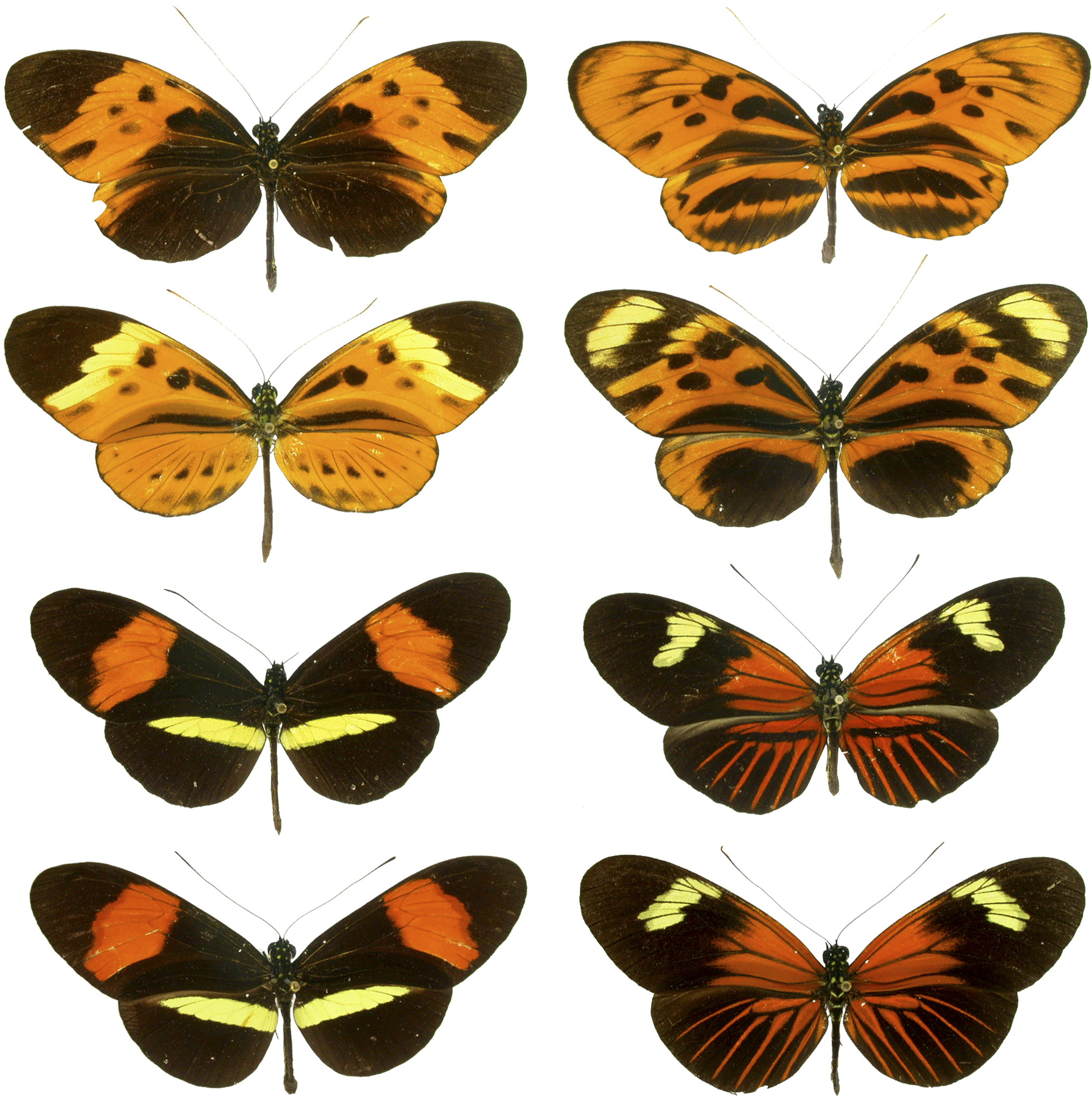
O género de borboletas Heliconius contém algumas espécies que são extremamente difíceis de distinguir.

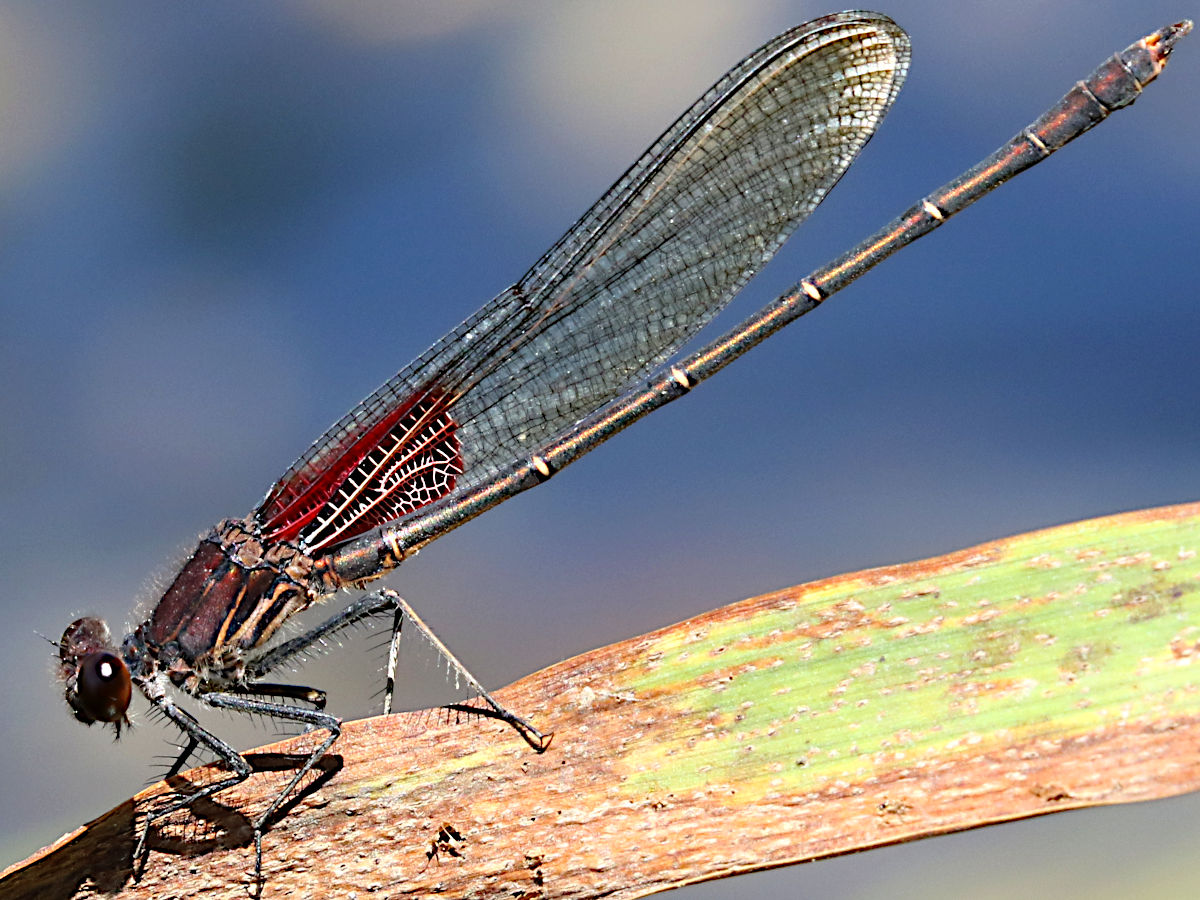
Suspeita-se que a espécie Hetaerina americana seja um complexo críptico com pelo menos uma outra espécie.

Complexo específico ou complexo de espécies é um conjunto de espécies estreitamente relacionadas, nas quais a exacta demarcação entre as espécies é pouco clara ou críptica devido ao seu isolamento reprodutivo ser incompleto ou por partilharem características morfológicas ao ponto de tornar a sua distinção difícil. Exemplos de formas específicas de complexos específicos são as espécies em anel, superespécies e complexos de espécies crípticas.

## Descrição
Em biologia, um complexo de espécies é um grupo de organismos intimamente relacionados que são tão semelhantes na aparência e noutras caraterísticas que as fronteiras entre eles são frequentemente pouco claras. Os taxa do complexo podem ser capazes de hibridizar facilmente entre si, esbatendo ainda mais as distinções. Os termos que são por vezes utilizados como sinónimos, mas que têm significados mais precisos, são: «espécie críptica» para duas ou mais espécies ocultas sob um nome de espécie, «espécie irmã» para duas (ou mais) espécies que são o parente mais próximo uma da outra e «complexo de espécies» para um grupo de espécies estreitamente relacionadas que vivem no mesmo habitat. Como classificações taxonómicas informais, são também usados os termos grupo de espécies, agregado de espécies, macroespécie e superespécie.
Dois ou mais agrupamentos taxonómicos que já foram considerados conspecíficos (da mesma espécie) podem mais tarde ser subdivididos em taxa infra-específicos (taxa dentro de uma espécie, como estirpes bacterianas ou variedades vegetais), o que pode ser uma classificação complexa, mas não é um complexo de espécies. Na maioria dos casos, um complexo de espécies é um grupo monofilético de espécies com um antepassado comum, mas há excepções. Pode representar uma fase inicial após a especiação em que as espécies estiveram separadas durante um longo período de tempo sem evoluir para diferenças morfológicas. A especiação híbrida pode ser um componente na evolução de um complexo de espécies.
Os complexos de espécies são omnipresentes e são identificados através do estudo rigoroso das diferenças entre espécies individuais que utilizam pormenores morfológicos minuciosos, testes de isolamento reprodutivo ou métodos baseados no ADN, como a filogenética molecular e o código de barras do ADN. A existência de espécies extremamente semelhantes pode fazer com que a diversidade de espécies local e global seja subestimada. O reconhecimento de espécies semelhantes, mas distintas, é importante para a doenças e controlo de pragas e para a biologia da conservação, embora o estabelecimento de linhas divisórias entre espécies possa ser inerentemente difícil.

### Definição
Um complexo de espécies é normalmente considerado como um grupo de espécies próximas, mas distintas. Obviamente, o conceito está intimamente ligado à definição de espécie. A biologia moderna entende uma espécie como uma metapopulação em evolução separada linhagem, mas reconhece que os critérios para delimitar as espécies podem depender do grupo estudado. Assim, muitas espécies tradicionalmente definidas, baseadas apenas na semelhança morfológica, foram consideradas espécies distintas quando outros critérios, como a diferenciação genética ou o isolamento reprodutivo, são aplicados.
Um uso mais restrito aplica o termo a um grupo de espécies entre as quais ocorreu hibridação, ou está a ocorrer, o que leva a formas intermédias e a fronteiras de espécies pouco nítidas. A classificação informal, superespécie, pode ser exemplificada pelas borboletas da espécie Pyrgus malvae, uma superespécie que se divide em três subespécies.
Alguns autores aplicam o termo a uma espécie com variabilidade intra-específica, que pode ser um sinal de especiação em curso ou incipiente. Exemplos são espécies anelares ou espécies com subespécies, em que muitas vezes não é claro se devem ser consideradas espécies separadas.

### Conceitos relacionados
Vários termos são utilizados como sinónimos para um complexo de espécies, mas alguns deles podem também ter significados ligeiramente diferentes ou mais restritos. Nos códigos de nomenclatura de zoologia e bacteriologia, não são definidas classificações taxonómicas ao nível entre subgénero e espécie, mas o código botânico define quatro categorias abaixo do subgénero (secção, subsecção, série e subsérie). Foram utilizadas diferentes soluções taxonómicas informais para indicar um complexo de espécies.

### Identificação
A distinção entre espécies próximas num mesmo complexo específico requer o estudo de diferenças frequentemente muito pequenas. As diferenças morfológicas podem ser mínimas e visíveis apenas através da utilização de métodos adaptados, como a microscopia. No entanto, espécies distintas por vezes não apresentam diferenças morfológicas discerníveis. Nesses casos, podem ser explorados outros caracteres, em geral não morfológicos, tais como a história de vida, comportamento, fisiologia e cariologia da espécie. Por exemplo, a cantos territoriais das avaes é indicativa de espécies no género Certhia, um género de aves com poucas diferenças morfológicas entre espécies. Os testes de acasalamento são comuns em alguns grupos, como os fungos, para confirmar o isolamento reprodutivo de duas espécies.
A análise de sequências de ADN está a tornar-se cada vez mais comum para o reconhecimento de espécies e pode, em muitos casos, ser o único método útil. São utilizados diferentes métodos para analisar esses dados genéticos, como a filogenética molecular ou o código de barras do ADN. Estes métodos contribuíram grandemente para a descoberta de espécies crípticas, incluindo espécies emblemáticas como os fungos do grupo Amanita muscaria, as pulgas-de-água do género Diplostraca, ou os duas espécies de elefantes africanos.

## Evolução e ecologia

Um complexo de espécies forma tipicamente um grupo monofilético que se diversificou muito recentemente, como se pode ver pelos ramos curtos entre as espécies A-E (caixa azul) nesta árvore filogenética.

Possíveis processos que explicam a semelhança de espécies num complexo de espécies:
a - estase morfológica
b - especiação híbrida

### Processo de especiação
As espécies que formam um complexo divergiram tipicamente muito recentemente umas das outras, o que por vezes permite reconstituir o processo de especiação. Espécies com populações diferenciadas, como as espécies anelares, são por vezes vistas como um exemplo de especiação precoce e em curso, ou seja, um complexo de espécies em formação. No entanto, espécies semelhantes, mas distintas, têm por vezes estado isoladas durante muito tempo sem desenvolverem diferenças, um fenómeno conhecido como estase morfológica. Por exemplo, a espécie Pristimantis ockendeni, da Amazónia, são, na verdade, pelo menos três espécies diferentes de rãs que divergiram há mais de 5 milhões de anos.
A seleção estabilizadora tem sido invocada como uma força que mantém a semelhança em complexos de espécies, especialmente quando se adaptaram a ambientes muito específicos (como um hospedeiro, no caso de simbiontes, ou ambientes extremos). Isto pode limitar as possíveis direcções da evolução, pois nestes casos não é de esperar uma seleção fortemente divergente. Além disso, a reprodução assexuada, como a apomixia nas plantas, pode separar linhagens sem produzir um grande grau de diferenciação morfológica.
Um complexo de espécies é normalmente um grupo que tem um antepassado comum (um grupo monofilético), mas um exame mais atento pode por vezes refutar esse facto. Por exemplo, as salamandras-de-fogo (Salamandra salamandra), de manchas amarelas do género Salamandra, anteriormente todas classificadas como a espécie S. salamandra, não são monofiléticas: o parente mais próximo da salamandra-de-fogo-da-córsega (Salamandra corsica) demonstrou ser a salamandra-alpina (Salamandra atra), inteiramente negra. Nestes casos, a semelhança resultou de processo de evolução convergente.
A especiação híbrida pode levar a limites de espécies pouco claros através de um processo de evolução reticulada, no qual as espécies têm duas espécies-mãe como seus ancestrais comuns mais recentes. Em tais casos, as espécies híbridas podem ter caracteres intermediários, como nas borboletas do género Heliconius. A especiação híbrida tem sido observada em vários complexos de espécies, pertencnetes a grupos taxonicos diversos, entre os quais insectos, fungos e plantas. Nas plantas, a hibridação ocorre frequentemente através da poliploidização, e as espécies híbridas de plantas são chamadas de notoespécies.

### Distribuição e habitats
As fontes divergem quanto ao facto de os membros de um grupo de espécies partilharem ou não uma distribuição natural. Uma fonte da Iowa State University afirma que os membros de um grupo de espécies geralmente têm áreas de distribuição parcialmente sobrepostas, mas não se cruzam uns com os outros. O dicionário A Dictionary of Zoology (Oxford University Press 1999) descreve um «grupo de espécies» como um complexo de espécies relacionadas que existem alopatricamente e explica que o «agrupamento pode muitas vezes ser apoiado por cruzamentos experimentais em que apenas certos pares de espécies produzirão híbridos». Os exemplos dados a seguir podem apoiar ambos os usos do termo «grupo de espécies».
Muitas vezes, estes complexos não se tornam evidentes até que uma nova espécie seja introduzida no sistema, o que quebra as barreiras existentes entre as espécies. Um exemplo é a introdução da lesma-espanhola (Arion vulgaris) no Norte da Europa, onde o cruzamento com a lesma-preta (Arion ater) e a lesma-vermelha (Arion rufus) locais, que eram tradicionalmente consideradas espécies claramente separadas que não se cruzavam, mostra que podem ser, de facto, apenas subespécies da mesma espécie.
Nos casos em que espécies estreitamente relacionadas coexistem em simpatria, é muitas vezes um desafio especial compreender como é que as espécies semelhantes persistem sem se sobreporem umas às outras. A partilha de nicho é um dos mecanismos invocados para explicar esta coexistência. De facto, estudos realizados em alguns complexos de espécies sugerem que a divergência entre espécies foi acompanhada de uma diferenciação ecológica, preferindo as espécies diferentes micro-habitats. Métodos semelhantes também descobriram que a rã amazónica Pristimantis ockendeni é, na verdade, pelo menos três espécies diferentes que divergiram há mais de 5 milhões de anos.
Um bando de espécies pode surgir quando uma espécie penetra numa nova área geográfica e se diversifica para ocupar uma variedade de nichos ecológicos, um processo conhecido como radiação adaptativa. O primeiro bando de espécies a ser reconhecido como tal foi o das 13 espécies de tentilhões-de-Darwin (subfamília Geospizinae da família Thraupidae) nas ilhas Galápagos descritas por Charles Darwin.

## Implicações práticas

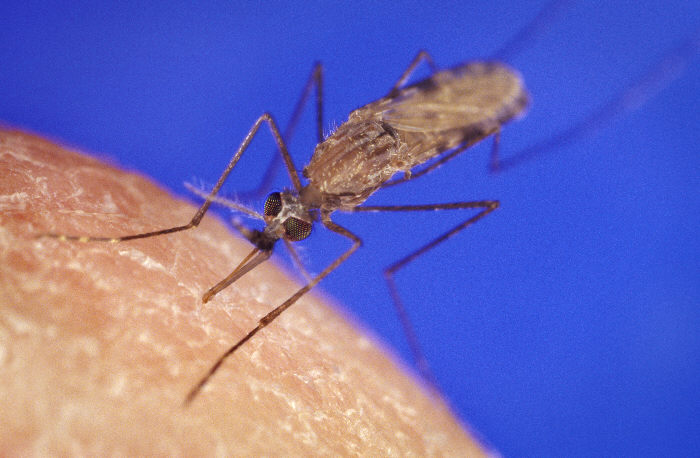
O complexo de espécies de mosquitos Anopheles gambiae contém espécies que são vectoras da malária e espécies que não o são.

### Estimativas da biodiversidade
Foi sugerido que os complexos de espécies crípticas são muito comuns no ambiente marinho. Esta sugestão surgiu antes da análise pormenorizada de muitos sistemas utilizando dados de sequências de ADN, mas provou ser correta. A utilização crescente de sequências de ADN na investigação da diversidade de organismos, usando as técnicas designadas por filogeografia e código de barras de DNA, levou à descoberta de um grande número de complexos de espécies crípticas em todos os habitats marinhos investigados.
No briozoário marinho Celleporella hyalina, análises morfológicas detalhadas e testes de compatibilidade de acasalamento entre os isolados identificados pela análise da sequência de ADN foram utilizados para confirmar que estes grupos eram compostos por mais de 10 espécies ecologicamente distintas, que tinham divergido durante muitos milhões de anos.

### Controlo de doenças e agentes patogénicos
As pragas, espécies que causam doenças e os seus vectores, têm uma importância direta para os seres humanos. Quando se descobrem complexos de espécies crípticas, é necessário reavaliar a ecologia e a virulência de cada uma destas espécies para conceber estratégias de controlo adequadas, uma vez que a sua diversidade aumenta a capacidade de desenvolvimento de estirpes mais perigosas.
Exemplos disso são as espécies crípticas do género de mosquito vetor da malária, Anopheles, os fungos que causam a criptococose e as espécies irmãs de Bactrocera tryoni, ou a mosca da fruta de Queensland. Esta praga é indistinguível de duas espécies irmãs, exceto que a B. tryoni inflige danos generalizados e devastadores às culturas frutícolas australianas, mas as espécies irmãs não o fazem.

### Biologia da conservação
Quando se verifica que uma espécie é constituída por várias espécies filogeneticamente distintas, cada uma delas tem, normalmente, uma área de distribuição natural e um tamanho de população menores do que os calculados. As diferentes espécies podem também diferir na sua ecologia, por exemplo, através de diferentes estratégias de reprodução ou requisitos de habitat, que devem ser tidos em conta para uma gestão adequada.
Por exemplo, as populações e subespécies de girafa diferem geneticamente a tal ponto que podem ser consideradas espécies. Embora a girafa, no seu conjunto, não seja considerada ameaçada, se cada espécie críptica for considerada separadamente, o nível de ameaça é muito mais elevado.